# Hansel and Gretel (pel·lícula de 2007)
Hansel and Gretel (hangul 헨젤과 그레텔, Henjelgwa geuretel) és una pel·lícula de terror de fantasia fosca de Corea del Sud de 2007 dirigida per Yim Pil-sung. Va aconseguir una recaptació de taquilla de 2.206.625 dòlars.

## Trama
Eun-soo, un venedor, condueix el seu cotxe per l'autopista 69 mentre discuteix per telèfon amb la seva núvia embarassada, Hae-young. L'argument porta a un accident de cotxe. Es desperta en un bosc fosc i coneix una noia jove, Young-hee, que el porta a casa seva, anomenada "la casa dels nens feliços". Allà coneix els seus pares, el seu germà gran Man-bok i la germana petita Jung-aviat. Intenta marxar, però els nens segueixen tots els seus moviments. Els pares surten, deixant-lo càrrec dels nens.
Per a la seva sorpresa, troba la veritable mare amagada a l'àtic. Ella li diu que la parella no són els veritables pares dels fills. El seu cotxe es va avariar a la carretera 69 i es van trobar amb Jung-soon d'una manera similar. Ella li adverteix que no es cregui als nens. Man-bok porta una parella a casa: l'home, Byun, és un simpàtic diaca. Eun-soo descobreix que la carn que han menjat prové en realitat de la carn del pare desaparegut, la dona del qual s'ha convertit en una nina de porcellana. També s'adona que la dona de Byun ha desaparegut després d'acusar Jung-soon de robar el seu anell. Segueix en secret Man-bok al bosc, mentre guarda un rastre de molles de pa per evitar perdre's. Descobreix que la dona de Byun s'ha convertit en un roure.
Man-bok s'atura davant d'una porta misteriosa i la seva cara canvia a la d'un vell. Quan se'n va, l'Eun-soo entra a l'habitació i mira la llibreta en què els germans han treballat durant molt de temps. S'adona que els nens tenen més de trenta anys. S'assabenta que Man-bok té el poder de la telequinesi i pot fer que la gent faci coses imaginant-se les accions: ell és qui va convertir les dones en un ninot de porcellana i un roure abans. Quan Eun-soo veu el seu dibuix a la llibreta, està decidit a aturar els nens abans que l'assassinin. De tornada a la casa, descobreix que Byun és un líder de culte religiós que intenta matar els nens. Noqueja a Byun i escolta la part infantil de la història de Young-hee.
Els nens solien viure en un orfenat anomenat "Casa dels nens feliços", on el cuidador abusiu violava les nenes i pegava els nens. Man-bok va descobrir els seus poders durant el Nadal quan va fer aparèixer el Pare Noel. El Pare Noel va parlar als germans dels seus poders i els va donar un llibre de contes Hansel i Gretel. Després de veure com el seu amic Seung-ho era colpejat fins a la mort, van voler aturar el cuidador, només per trobar tots morts i el cuidador a punt de cremar-los a la llar de foc. Man-bok va utilitzar el seu poder per matar el cuidador. Ara, els nens utilitzen els seus poders per fer que Byun se suïcidi quan s'aixeca per matar a Eun-soo.
Els nens demanen a Eun-soo que es quedi amb ells. Tanmateix, Eun-soo desitja retrobar-se amb els seus éssers estimats i s'ofereix a portar-los amb ell. Es neguen, convençuts que els adults sempre seran dolents. Eun-soo argumenta que seran iguals si continuen amb els seus comportaments. Young-hee li diu que cremi la llibreta perquè pugui marxar, i ho fa abans que Man-bok pugui aturar-lo. Aleshores, Eun-soo es desperta on va conèixer Young-hee per primera vegada. Va cap a la carretera i es troba amb la policia. Li expliquen les històries tràgiques de la carretera 69 mentre queden sorpresos de com ha sobreviscut.
Un any després, per Nadal, Eun-soo s'ha casat amb Hae-young i tenen un nen. Quan surt a comprar llet, es pregunta si aquella trobada només va ser un somni. La seva col·lecció de retalls de notícies del Byun desaparegut (revelat que és un assassí en sèrie) suggereix que és real. Es troba amb la llibreta dels nens. Les pàgines estan totes en blanc excepte l'última, que mostra els tres nens agafats de la mà i somrient. S'han rendit i s'han adonat que no necessiten pares per ser una família. Eun-soo mira per la finestra a la neu de fora. Man-bok, Young-hee i Jung-soon tornen al bosc.

## Repartiment i personatges
- Chun Jung-myung com a Lee Eun-soo

El protagonista de la història. Té un accident de cotxe i va ser trobat per un dels nens al bosc proper i el va portar a casa seva. Els va dir als nens quant els estimava i volia quedar-se, però la seva xicota embarassada i la seva mare malalta el necessitaven. La pel·lícula se centra en el seu intent de marxar i els esdeveniments que l'impedeixen tornar a casa.
- Eun Won-jae com a Kim Man-bok

És el més gran dels nens, un antagonista de la pel·lícula. Viu amb les seves germanes a la casa des dels 5 anys, i com que el seu pare el pegava, encara està una mica ombrívol. Té el poder de controlar les coses amb la seva ment, o telequinesi. Cada vegada que mata algú, dibuixa detalladament la mort de la persona a la seva llibreta. Sempre té una aura misteriosa i molt mal humor. Al llarg de la pel·lícula, Man-bok sembla ser un nen de 13 anys. Però pel que sembla, com va descobrir Eun-soo en un llibre antic, va néixer el 1959.
- Shim Eun-kyung com a Kim Young-hee

Va ser ella qui va trobar a Eun-soo. Té tendència a evitar que Man-bok s'enfadi massa. Ella i la seva germana van intentar fugir de l'orfenat però van tornar perquè no van poder sortir. Sovint camina sonàmbula i una vegada, mentre dorm, li va dir a Eun-soo: "Sempre em diu que sóc guapa..." fent referència al "Pare" de l'orfenat que violava noies, com ella. Young-hee va néixer el 1960, un any més jove que Man-bok.
- Jin Ji-hee com a Kim Jung-soon

Té 7 anys quan van matar la cuidadora, i tots els adults li van dir que estava una mica feble. Odia els grans. Tot i que li agradava riure i jugar amb les seves nines, sempre les torturava. Pot donar vida a coses imaginàries, igual que el seu germà. Quan l'Eun-soo els va explicar una història sobre fades, va deixar una nina i, de sobte, va cobrar vida i va volar cap al cel. Ella i Young-hee podien veure-ho, però l'Eun-soo no se'n va adonar gens, cosa que va suggerir que els adults no poden veure coses com aquesta. Segons el seu fitxer, Jung-soon va néixer el 1965.
- Park Hee-soon com a Degà Byun

Un altre antagonista de la història. Ell i la seva dona es perden al bosc i finalment es troben en Man-bok. Sembla ser simpàtic, però es revela que és un líder d'un culte religiós i un assassí en sèrie. Va pensar que els nens eren fills de Satanàs i intenta matar-los. Va resultar que quan era més jove, va matar el seu propi pare, afirmant "Vaig enviar el meu pare al cel" com ell va dir. Li va tallar la gola quan els tres nens utilitzen la seva telequinesi per aconseguir que se suïcidi.
- Lydia Park com a Kyung-sook

La dona de Byun, que tenia la intenció de treure les joies dels nens. Després de culpar a Jung-soon de les seves joies perdudes, Man-bok la va convertir en un roure.
- Jang Young-nam com a Soo-jung ("Mare")
- Kim Kyung-ik com a Young-shik ("Pare")
- Go Joon-hee com a Hae-young

## Festivals
- Festival Internacional de Cinema Fantàstic de Puchon 2008 - Menció especial del jurat de la Federació Europea de Festivals de Cinema Fantàstic
- Festival Internacional de Cinema de Vancouver - Pel·lícula de cloenda, secció Dragons and Tigers
- Festival de Cinema de Sitges 2008 - Nominada, Millor Pel·lícula
- Festival de Cinema de Londres 2008
- Festival de Cinema de Gérardmer 2009 - Nominat, Gran Premi de la Competició
- Fantasport 2009
- Festival de Cinema Underground de Calgary 2009
- Festival Internacional de Cinema de Dublín 2010

## Versió internacional
- Regne Unit: 16 de gener de 2009
- Canadà: 6 de març de 2009 (Quebec i Mont-real); 27 de març de 2009 (Toronto); 24 d'abril de 2009 (Vancouver)
- França: 1 d'abril de 2009

## Crítica
| « | "...eficaç i ben produïGD, Hansel i Gretel posa el "ombrívol" a Grimm mentre col·loca el director sud-coreà Yim Phil-sung a la llista d'emuladors de El Laberinto del Fauno" | » |

| « | "...probablement es converteixi en una de les pel·lícules de terror més fresques i memorables de l'any. Elegant, imaginativa i amb un gir de la història del tercer acte, aquesta és una prova més que Corea és actualment l'estrena d'Àsia. fàbrica de cinema... val la pena buscar aquest horror deliciosament. | » |